# Stefan Lorenz Sorgner
Stefan Lorenz Sorgner (n. 15 octombrie 1973, Wetzlar, Republica Federală Germania, Germania) este un filosof meta-umanist german, un specialist în Nietzsche, un filosof al muzicii și o autoritate în domeniul eticii tehnologiilor emergente.

## Biografie
Sorgner s-a născut la 15 octombrie 1973 la Wetzlar (Germania). A studiat filosofia la King's College London (licentă), la Universitatea din Durham (masterat cu teză; examinatori: David E. Cooper, Durham; David Owen, Southampton), la Justus-Liebig-Universität Gießen și la Friedrich-Schiller-Universität Jena (Dr. phil.; examinatori: Wolfgang Welsch, Jena; Gianni Vattimo, Torino). A predat filozofie și etică la universitățile din Giessen, Jena, Erfurt și Erlangen. În prezent, predă la John Cabot University, un colegiu american situat la Roma. Sorgner este membru al mai multor comitete editoriale și consultative.

## Nietzsche, postumanism și transumanism
În numărul 20(1) al revistei Journal of Evolution and Technology a fost publicat articolul lui Sorgner "Nietzsche, the Overhuman, and Transhumanism", în care acesta arată că există asemănări semnificative între conceptul de supraom al lui Nietzsche și conceptul de postuman, conform opiniei unor transhumaniști.  Interpretarea sa a stârnit reacții atât în rândul cercetătorilor lui Nietzsche, cât și în rândul transhumaniștilor. Editorii revistei Journal of Evolution and Technology au dedicat un număr special întrebării privind relația dintre transumanism, Nietzsche și filosofiile postumaniste europene (postumanism). Vol. 21 Issue 1 - ianuarie 2010 al Journal of Evolution and Technology a fost intitulat "Nietzsche și postumanismele europene" și a inclus răspunsuri la articolul lui Sorgner, de exemplu de Max More, Michael Hauskeller. Având în vedere dezbaterea intensă, editorii revistei au decis să îi ofere lui Sorgner șansa de a reacționa la articole. În vol. 21, numărul 2 - octombrie 2010, Sorgner a răspuns la diferitele răspunsuri în articolul său "Beyond Humanism: Reflecții asupra trans- și postumanismului". În plus, în acest articol a prezentat și câteva aspecte ale propriei sale poziții filosofice, care a fost puternic influențată de profesorul său Gianni Vattimo. El acceptă pensiero debole al lui Vattimo, dar critică înțelegerea lui Vattimo cu privire la istoria slăbirii ființei. Ca alternativă, Sorgner sugerează o interpretare lumescă, nnaturalistă și perspectivistă, pe care a explicat-o mai detaliat în monografia sa din 2010 "Menschenwürde nach Nietzsche: Die Geschichte eines Begriffs" (WBG, Darmstadt 2010). Sorgner consideră că "nihilismul", așa cum este descris de Nietzsche, este "în întregime un câștig": „Din perspectiva perspectivismului meu, acest lucru înseamnă, de asemenea, că concepția prevalentă a demnității umane nu are un statut mai înalt în lovirea adevărului ca și corespondență cu realitatea decât concepțiile lui Adolf Hitler sau Pol Pot." După ce bioeticienii, și transhumaniștii au discutat despre relația dintre Nietzsche și transumanism, dezbaterea a fost reluată de unii dintre cei mai importanți cercetători ai lui Nietzsche: Keith Ansell-Pearson, Paul Loeb și Babette Babich au scris răspunsuri în revista Agonist, care este publicată de Nietzsche Circle New York. Metaumanismul perspectivist al lui Sorgner și, în special, monografia sa "Menschenwürde nach Nietzsche" (WBG 2010) au fost abordate în cadrul unui simpozion organizat de Forumul Nietzsche din München, care a fost cofondat de Thomas Mann. La acest eveniment, filosofi germani de renume, de exemplu Annemarie Pieper, au răspuns la sugestiile radicale ale lui Sorgner privind necesitatea de a revizui concepția predominantă a demnității umane. În mai 2013, săptămânalul Die Zeit a publicat un interviu cu Sorgner în care au fost rezumate câteva dintre sugestiile sale privind demnitatea umană, tehnologiile emergente și trans- și postumanismul.  În toamna anului 2014, la Alber Verlag a fost publicată o colecție de eseuri intitulată "Umwertung der Menschenwürde" (editată de Beatrix Vogel), în care teologi, filosofi și eticieni de renume internațional au scris răspunsuri critice la sugestiile lui Sorgner privind noțiunea de "demnitate umană". Sorgner a fost invitat și vorbitor principal la numeroase evenimente și conferințe importante, de exemplu de⁠(phil.cologne)[traduceți], TED, și World Humanities Forum, ICISTS-KAIST. Potrivit profesorului Dr. Zimmmermann de la Identity Foundation, un think tank privat german recent înființat, Sorgner este "cel mai important filosof post- și transumanist din Germania" ("Deutschlands führender post- und transhumanistischer Philosoph").